# El-Lahun
El-Lahun of El-Lahoen is een dorp en archeologische site vlak bij de Fajoem, in Egypte.
Ongeveer 3 km van het dorp staat de Piramide van Senoeseret II. Senoeseret II bouwde zijn stralende piramide van kalksteen en Adobe. Nabij de piramide bevindt zich het graf van prinses Sathathorioenet. De plaats van de daltempel van de piramide is bekend en hergebruikt ten tijde van het Nieuwe Rijk. De dodentempel van de piramide is niet voltooid.